# Patrick Mortensen
Patrick Mortensen, né le 13 juillet 1989 à Copenhague au Danemark, est un footballeur danois qui évolue actuellement au poste d'avant-centre à l'AGF Aarhus.

## Biographie

### Débuts professionnels
Né à Copenhague au Danemark, Patrick Mortensen commence sa carrière au Fremad Amager. Il rejoint lors de l'été 2007 le Brøndby IF à l'âge de 17 ans.
En mars 2008 il fait un essai de quelques jours au LOSC Lille.

### Sarpsborg 08 FF
En 2015 Patrick Mortensen s'engage avec le club norvégien du Sarpsborg 08 FF. Il joue son premier match pour le club le 26 juillet 2015, lors d'une rencontre de championnat face au Mjøndalen IF. Titularisé lors de cette rencontre, il se distingue en inscrivant son premier but sous ses nouvelles couleurs, ce qui ne suffit toutefois pas à son équipe pour remporter la partie (2-2). Il marque à nouveau lors de la journée suivante face au Rosenborg BK mais son équipe s'incline (3-2).
Avec Sarpsborg il participe à la Phase de groupes de la Ligue Europa 2018-2019 où il se distingue le 4 octobre 2018 en inscrivant un doublé face aux Belges du KRC Genk, contribuant à la victoire de son équipe (3-1), et en inscrivant un autre but face au Malmö FF le 8 novembre suivant (1-1). Son équipe, terminant dernier de son groupe, ne parvient toutefois pas à progresser dans la compétition.

### AGF Aarhus
Patrick Mortensen fait son retour dans son pays natal en s'engageant en faveur de l'AGF Aarhus le 11 janvier 2019, pour un contrat de quatre ans.
Il termine la saison 2020-2021 avec un total de 15 réalisations, ce qui fait de lui le deuxième meilleur buteur du championnat (ex æquo avec Jonas Wind) et derrière le meilleur buteur, Mikael Uhre (19 buts).